# Carte de visite
Pour les articles homonymes, voir Carte et Carte professionnelle.
Une carte de visite, aussi appelée carte professionnelle, au Canada, est un document de petit format généralement en papier cartonné qui sert à des fins privées. 
Il existe des consignes précises à suivre pour respecter l’étiquette et le savoir-vivre quant à sa mise en forme (le contenu qui peut y figurer et l’endroit où le disposer), sa taille, son épaisseur ou encore la manière de l’utiliser selon le contexte. Par exemple, pour souligner un mariage, une naissance ou en remerciement pour un cadeau ou un dîner. Cela peut également être pour accepter ou refuser une invitation ou en guise de félicitations après un succès. Traditionnellement, les hommes et les femmes doivent se conformer à des directives différentes. La carte de visite est généralement rectangulaire et blanche, en papier bristol et la sobriété est de mise. Le prénom et le nom de la personne détentrice de la carte sont mis bien en évidence sur celle-ci. Il est possible de se limiter à cette information uniquement ou d’ajouter les coordonnées souhaitées par exemple l’adresse postale ou l'adresse électronique et le numéro de téléphone. La carte ne doit pas être chargée, car il faut qu’il y reste de l’espace pour avoir la possibilité d’écrire un court message à la main au besoin.
La carte de visite tire son nom du fait qu’elle était utilisée historiquement au XIXe siècle pour signaler sa présence lors d’une visite de courtoisie. Il devait alors être facile d’identifier le ou la propriétaire de la carte et il était d’usage de lui « rendre » sa visite. Ce type de carte a pris forme en Europe[réf. nécessaire] et est désormais un outil de communication dont l’usage est aujourd’hui universel[réf. nécessaire].
Il faut mentionner qu’en anglais, il existe de nombreuses variations quant à l’appellation de la carte de visite comme social card, calling card ou personal card. Les termes « carte d’adresse », « carte souvenir » ou « carte de négoce » sont des désignations antérieures à la carte de visite et liées à cette dernière. Le document a évolué au fil des siècles.

## Historique

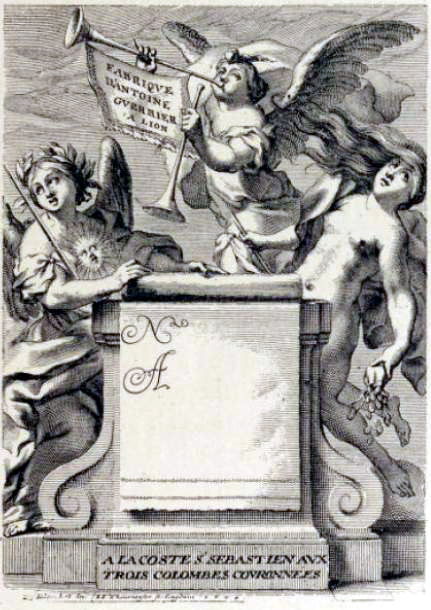
L'une des plus anciennes cartes-adresses signées : elle est conçue par Thomas Blanchet (1674, Lyon).

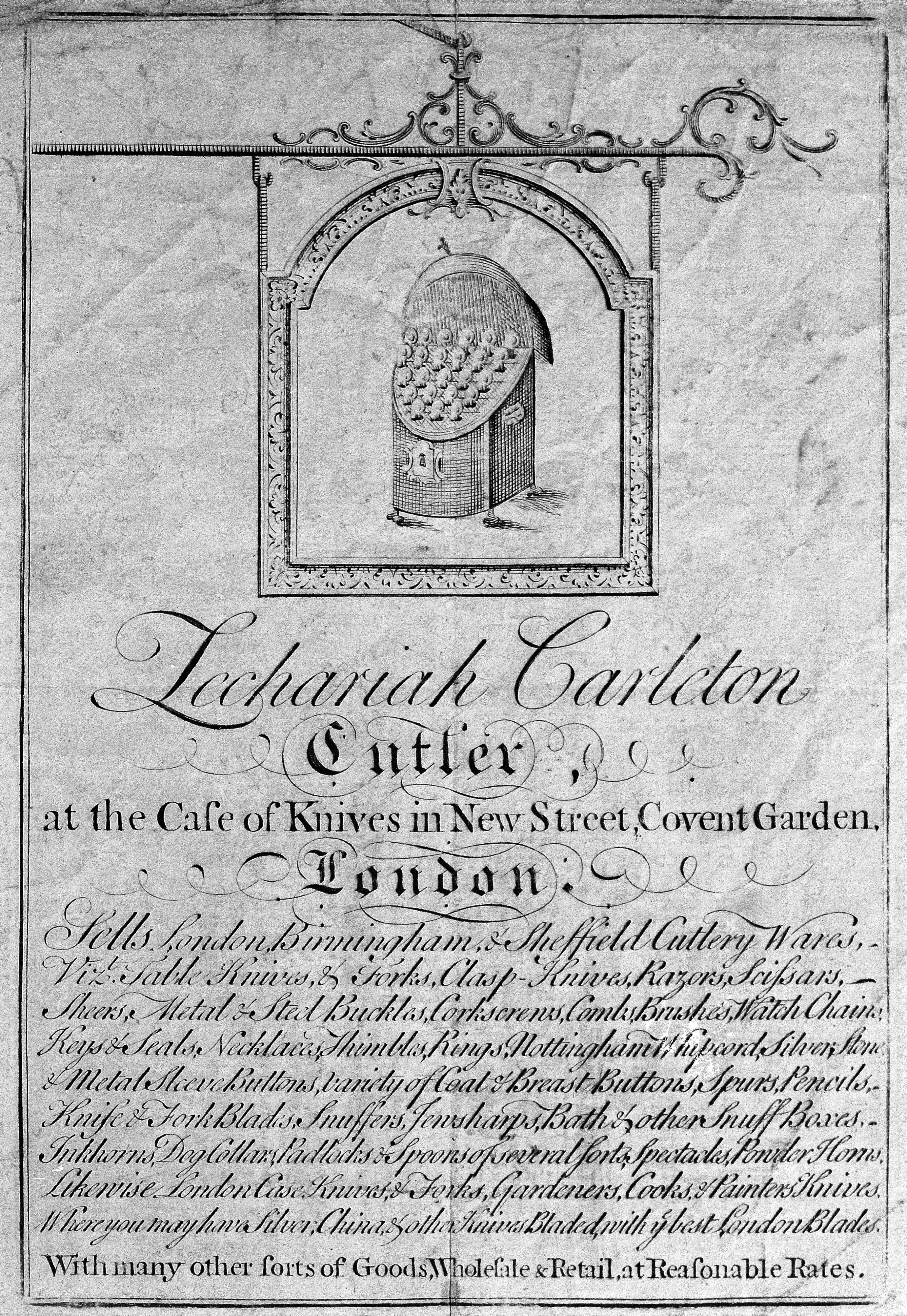
Trade card de Zachariah Carleton, vendeur de couteaux et autres instruments tranchants, Covent Garden, Londres (170 x 125 mm, 1739, Fonds Wellcome Trust).

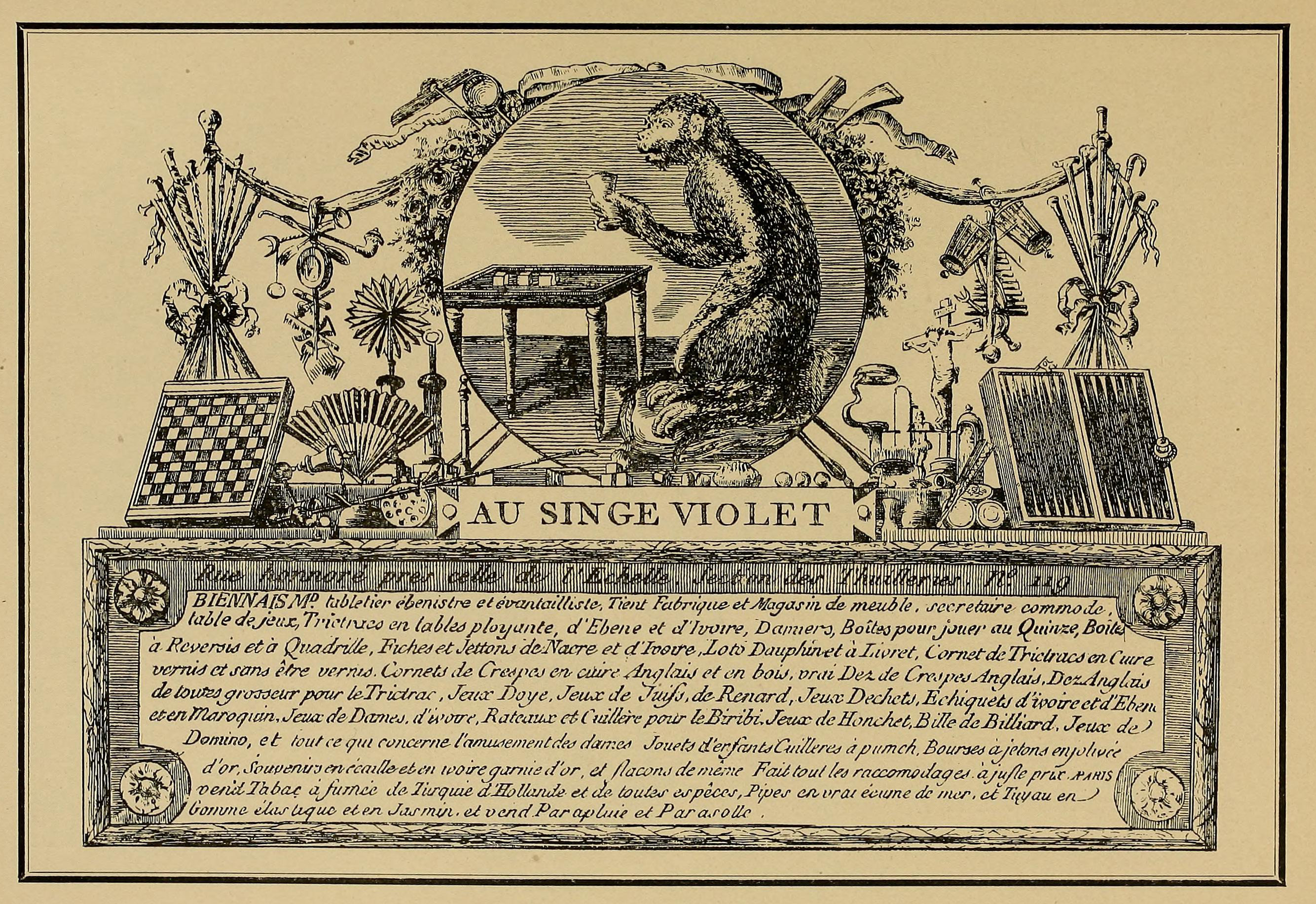
« Carte d'adresse » de l'orfèvre parisien Biennais (Paris, fin XVIIIe s.).

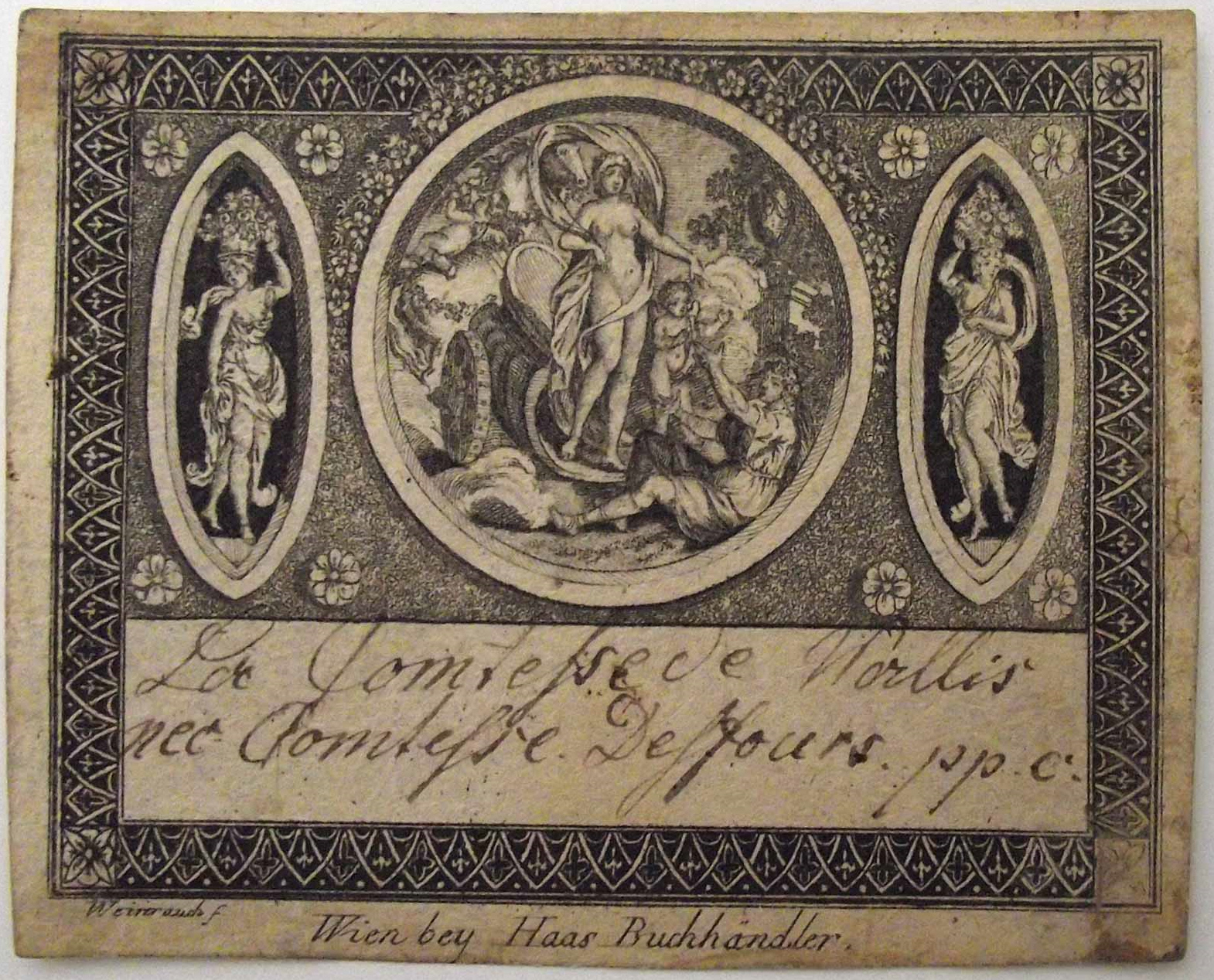
Carte de visite de « la comtesse de Wallis née Comtesse Desfours ppc » (Vienne, circa 1800) : ppc signifie « pour prendre congé ».

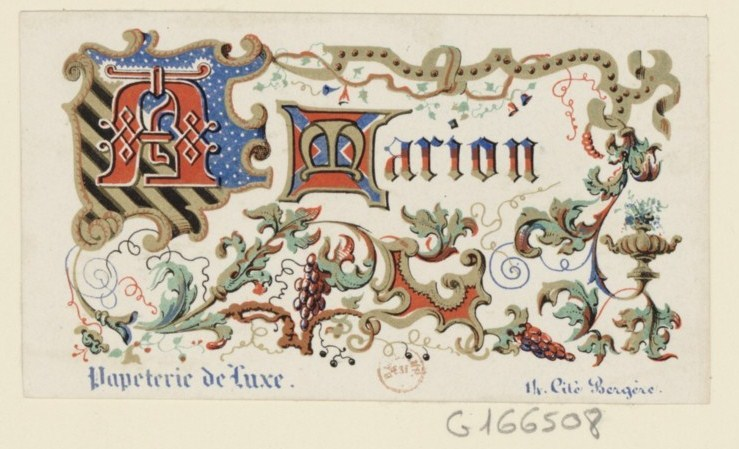
« Carte d'adresse », lithographiée à Paris en 1842 pour un papetier (BnF).

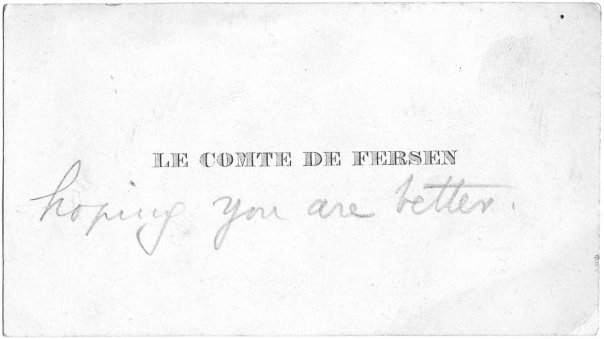
Carte de visite au nom du comte de Fersen, sans adresse : une pratique alors répandue (Paris, 1905).

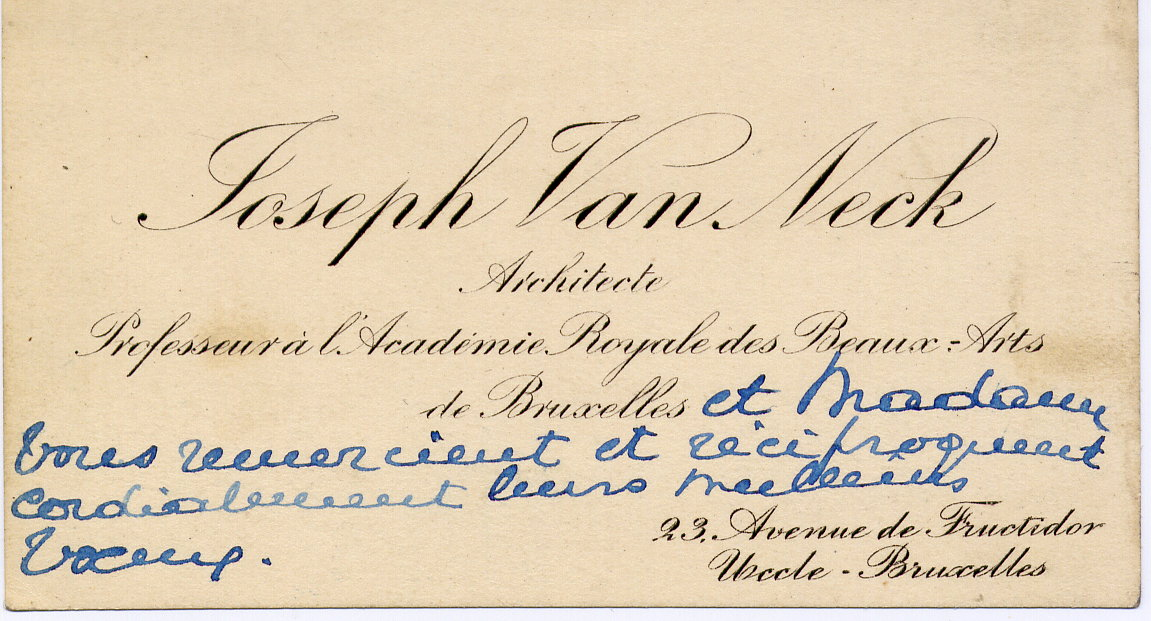
Carte de visite professionnelle du début du XXe siècle avec typographie gravée dite « à l'anglaise » (France).

La carte de visite est utilisée pour transmettre ses coordonnées à quelqu'un, généralement dans un cadre professionnel. 

### La carte d'adresse
En France, sous Louis XIII, tout marchand ayant boutique à Paris avait sa « carte d'adresse » pour que le client se souvienne de lui. L'une des plus anciennes cartes connues date de 1622, celle de « George Marceau, chapellier, à l'enseigne de l'Escharpe Blanche », pont Notre-Dame à Paris.
Ornementée sous l'Ancien Régime, la carte d'adresse « à la française » disparaît avec la Révolution pour réapparaître vers 1840, suivant cette fois l'usage anglo-saxon. En Allemagne, la tradition de la « carte souvenir » est ancienne, elle date du XVIe siècle et met en scène des personnages mémorables d'une communauté (poète ou bateleur à Nuremberg ou Brême) : il est possible que ce soit là l'origine de la carte d'adresse. Ce type de document n'apparaît en France qu'au cours du XVIIe siècle, au moment où les conditions de fabrication rendent possible leur production : ce sont de « petites estampes », au sens où les fabricants utilisent les techniques de gravure (bois et eau-forte) et d'impression propres aux ateliers disposant d'une presse typographique. En termes de fabrication, elles sont à rapprocher des cartes à jouer (format, support, gravure) mais surtout des ex libris, et plus généralement des étiquettes, menus, programmes et vignettes. Elles sont monochromes jusqu'en 1780 environ, où l'encre noire est remplacée par du bistre ou du brun orangé. Les productions du XVIIe siècle s'avèrent très rares et ne concernent que des artisans, fournisseurs de l'aristocratie et de la haute-bourgeoisie. Apparue à Londres à la fin du XVIIe siècle, elle est appelée trade card (« carte de négoce »). Tous ces documents s'apparentent en définitive à une forme de publicité et sont les ancêtres de la carte de visite professionnelle. Ces objets sont décorés avec plus ou moins de goût : image et texte s'équilibrent parfois très habilement ; le format tend vers le carré et non le rectangle, apparu lui sous la période romantique.
Longtemps peu considérées, ces cartes de métiers et de professions ont été étudiées à la fin du XIXe siècle comme « curiosité bibliophilique » par des collectionneurs et spécialistes de l'estampe tels Henri Beraldi ou John Grand-Carteret, en France, ou l'éditeur Robert Chambers en Grande-Bretagne. Le premier grand collectionneur fut, en 1891, le baron Ferdinand von Rothschild, qui racheta la collection de l'architecte Hippolyte Destailleur. 
Comment appelait-on ces documents ? De tels artefacts ne semblent pas mentionnés dans l’Encyclopédie de Diderot et d'Alembert. Signalons que le cartel est une lettre qu'un gentilhomme offensé adresse à un autre pour relever un défi ; que l'expression « échanger ses cartes » était employée encore au début du XXe siècle juste avant un duel. On trouve chez les spécialistes susnommés les expressions « carte d'adresse » ou « carte-adresse » quand le support mentionne une activité professionnelle, mais aussi « carte de visite » et plus rarement « carte de visiteur » (ou « billet d'annonce » chez Littré), quand l'usage d'une carte privée émerge. 
Dans Menus et Programmes illustrés : Invitations, billets de faire part, cartes d'adresse, petites estampes, du xviie siècle jusqu'à nos jours (1898), Léon Maillard écrit que « parmi les pièces de choix ayant survécu [du XVIIe siècle], il y a lieu de citer les artistes Thomas Blanchet et Thourneyfer », qui produisirent pour la fabrique d'Antoine Guerrier de Lyon à l'enseigne des « trois colombes couronnées », une carte en 1674. Parfois, des matrices de Franz Ertinger (1640-1710) semblent avoir été réemployées.
Les gravures sont exécutées généralement sur bois mais de très belles eaux fortes du XVIIIe nous sont parvenues, elles reprennent des matrices conçues par exemple dans les ateliers de Choffart, Moreau le Jeune, Gravelot, Cochin fils et Saint-Aubin, qui pour certains firent carrière à Londres ou Berlin, quand la mode était à l'imitation du « goût français ». Les devises et les qualités indiquées le sont en langue française au moins jusqu'à la Révolution.

### La carte de visite
Au milieu du XVIIIe siècle, se met en place un nouveau protocole : les grandes familles, surtout à Londres, Vienne ou Berlin, les utilisent à leur tour car « le goût pour cette forme d'élégance est sans doute venu de Paris ; on y trouvait là toute une génération de dessinateurs et de graveurs, qui mirent leurs talents au service de la mode, du théâtre, des spectacles, des faire-part de mariage, des fêtes, bals, etc. ». Ainsi, cet outil destiné originellement à publiciser une activité professionnelle, devient inhérent à une forme de code de savoir-vivre, l’étiquette.
Au cours de la première moitié du XIXe siècle, l'usage du style anglais dans les typographies et dans les ornementations va s'imposer. 
Les règles de savoir-vivre suggèrent : 
- après avoir rédigé identité et titres, d'inscrire l’acronyme « p.p.c. » soit « pour prendre congé », c'est dire à la bonne société que l'on part en villégiature ou que l'on a déménagé ;
- de corner la carte en haut et à droite, ou de la plier sur le côté, puis de la déposer au domicile d'une personne à qui on vient faire une visite et qui est absente : cet usage signale que le dépositaire s'est déplacé en personne (il ne s'agit donc pas d'un faire-part ou d'un pli déposé par un coursier).

Avant 1820, l'image et le texte gravés laissent un espace vierge où le porteur peut inscrire son nom et ses qualités. L'usage d'un nom centré avec espace vierge autour semble apparaître dans la deuxième moitié du XIXe siècle. L'aristocratie et la grande bourgeoisie ne s'encombrent parfois d'aucun détail, sauf du nom et du titre. Le terme « bristol » apparaît (en référence à la nature du support, un papier épais, de forte main). Le chic parisien fut longtemps de les faire fabriquer chez Henri Stern, un graveur situé passage des Panoramas (fermé en 2015).
En langue anglaise, on note d'ailleurs qu'existe aujourd'hui une distinction entre business card (utilisé pour les affaires) et visiting card ou calling card (usage principalement aristocratique) qui ne se retrouve pas dans la langue française. Par ailleurs, en anglais, l'expression « carte de visite », qui vient du français, renvoie à la photo-carte de visite (1854-1914), un véritable phénomène de mode né à Paris, et répandu dans le monde entier. Le format supérieur est appelé en anglais cabinet card, quand la photo est au format Cabinet (11 × 16,5 cm). 
Toutes ces nuances reflètent l'évolution des mœurs et des techniques d'impression : historiquement la carte de visite est d'abord professionnelle, puis son usage migre hors de France dans la société aristocratique, pour enfin se généraliser au milieu du XIXe siècle aux personnes et aux métiers.

### Évolutions des formats de 1622 à 1900
On distingue deux types de format à la coupe : le portrait, dominant jusqu'en 1800, et le paysage, proche du format actuel. Les planches gravées adoptent parfois des formats très rares, ovales, hexagonaux ou triangulaires. Seuls les recto sont imprimés.
- George Marceau, chapelier à Paris, 1622, grand portrait, 320 × 219 mm .
- Moneta Dea, figure allégorique de la Monnaie de Paris, vers 1625 [?], portrait, 186 × 150 mm.
- Jean Magoulet, brodeur ordinaire de la Reine, vers 1690, paysage, 210 × 252 mm.
- C. Bonnevie, Au chandelier d'or, quai des Orfèvres, fin XVIIe, petit portrait, 147 × 97 mm.
- Le Maître, marchand orfèvre jouaillier au Dauphin à Versailles, 1758, portrait, 205 × 175 mm.
- Georges Chenevet cartier ordinaire, Dijon, 1760, portrait, 113 × 95 mm.
- Joullain, tableaux et estampes, quai de la Mégisserie, à la Ville de Rome, Paris, 1780, paysage, 50 × 80 mm.
- Carte de visite de Théodore Michelin, eau-forte imprimée chez Delâtre, Paris, paysage, 75 × 115 mm - sur Gallica.
- Carte de visite de Claude Debussy, Paris, 1899, paysage, 46 × 97 mm - sur Gallica.

### Évolution contemporaine

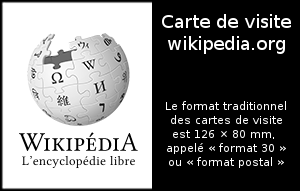
Carte de visite exemple au format 30.

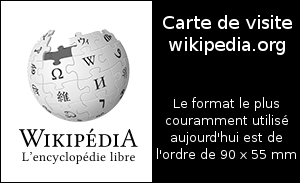
Carte de visite exemple au format courant.

Au début de XXIe siècle, la carte de visite est essentiellement utilisée dans un cadre professionnel. Elle présente le logo et le nom de l'entreprise de son détenteur, ainsi que la fonction occupée par celui-ci au sein de l'entreprise.

## Utilité
Pour les cadres et les dirigeants d'entreprise, et plus généralement les personnes qui représentent une entreprise et sa production, la carte de visite est un outil de communication indispensable. La carte de visite comporte de plus en plus d'informations, notamment au verso, alors que seul le recto fut longtemps seulement imprimé.
La carte de visite doit cependant obéir à des règles de lisibilité, rester sobre et être fabriquée sur un support clair et non glacé (afin de pouvoir écrire dessus, au cas par cas, une information supplémentaire). Elle est censée représenter l'image de son détenteur, ou de son entreprise. Les formats d'une carte de visite ne sont pas imposés, toutefois il est préférable qu'ils permettent de ranger celle-ci dans un portefeuille ou un étui.
Redevenue à la mode dans les pays anglo-saxons, les cartes de visite avec photographie offrent l'avantage d'identifier visuellement la personne dont elle porte le nom. Elle met davantage en valeur la personne physique, plutôt que la personne morale généralement identifiée par un logo.

## Formats

### Formats papier

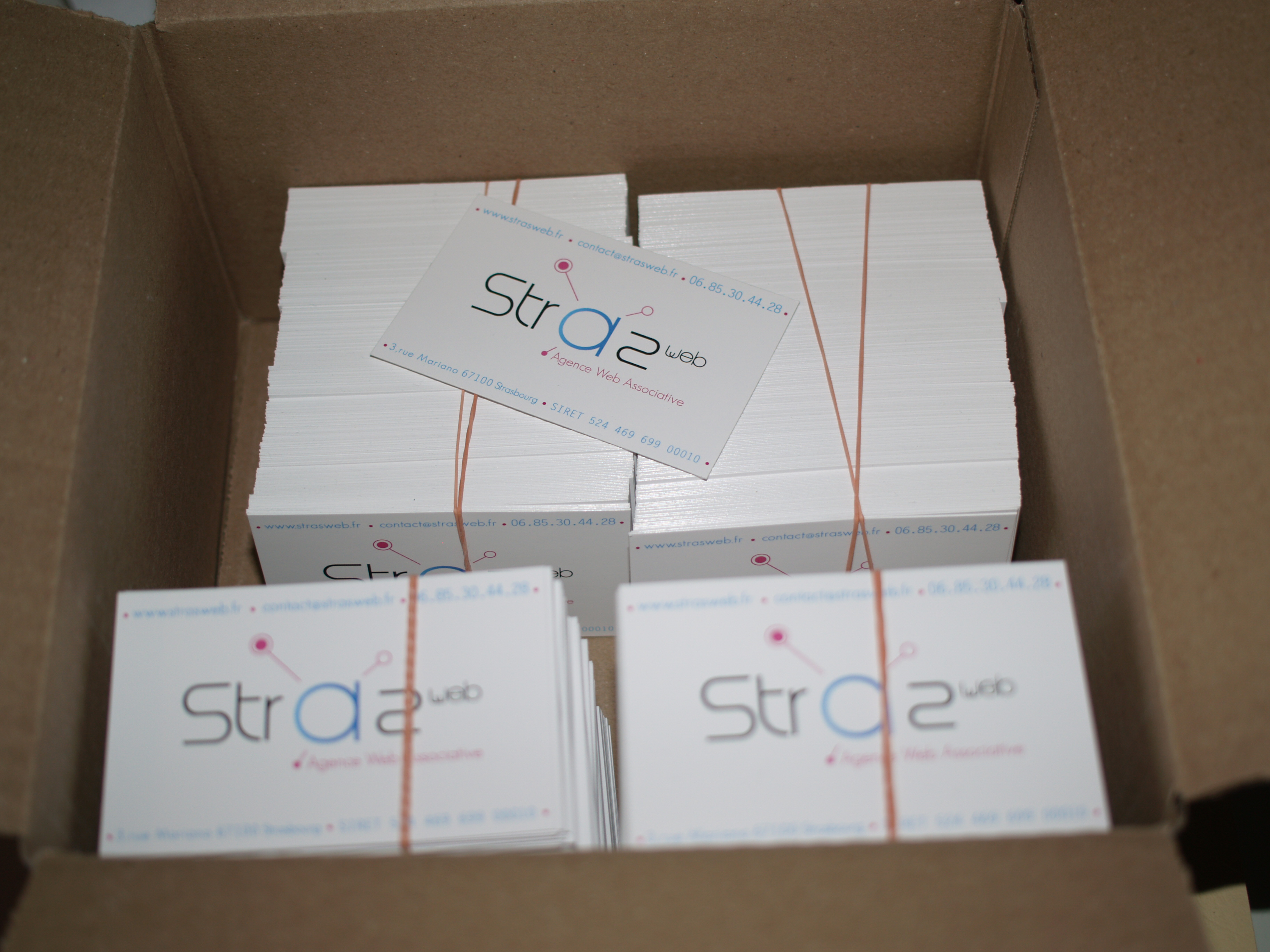
Des cartes de visite au format 84 x 55 mm.

Le format traditionnel des cartes de visite est 126 × 80 mm, appelé « format 30 » ou « format postal ». Le format le plus couramment utilisé aujourd'hui est de l'ordre de 85 × 55 mm. Les cartes bancaires ont adopté un format de 85,6 × 53,98 mm, peu différent du format des cartes de visite. Le format des cartes de visite nord-américaines diffère légèrement en raison de l'utilisation des mesures impériales. Il s'établit à 3,5 × 2 pouces (ou 89 × 51 mm).

### Autres supports physiques
- Certains CD-ROM sont vendus comme des CD cartes de visite ; de dimensions proches de celles d'une carte de visite traditionnelle, sous forme rectangulaire ou oblongue, ils peuvent contenir entre 35 et 100 mégaoctets de données, que les entreprises peuvent utiliser pour stocker une présentation interactive. Ils sont lisibles par les lecteurs de CD à tiroir, dans l'espace prévu pour les CD de 80 mm de diamètre, mais pas par les mange-disques.
- Les cartes de visite avec clé USB ont l'avantage d'offrir un stockage de 32 Mo à 256 Go permettant de livrer, par exemple, une présentation d'entreprise, un catalogue de produits, un dossier de presse, etc. La limite de ce type de carte de visite est son coût relativement élevé d'environ 10 euros pièce[9].
- Des cartes de visite avec étiquette, tag ou RFID sont de plus en plus utilisées lors de salons.

### Formats numériques
- vCard est un format dématérialisé de carte de visite, utilisé dans le courrier électronique.
- La plupart des téléphones mobiles et des assistants personnels sont capables de transmettre, par infrarouge ou Bluetooth, ou à défaut par SMS, une carte de visite électronique, qui s'ajoute automatiquement dans le carnet d'adresses du receveur.
- Des applications mobiles permettent de partager les coordonnées de l'utilisateur avec un visuel personnalisable et attrayant.

## Collections de cartes de visite
Les collections de cartes de visite témoignent des débuts de la publicité et du développement de la communication commerciale et du marketing des entreprises. Quelques institutions possèdent des collections anciennes de cartes de visite :
- France
  - Bibliothèque nationale de France, Paris : collection des Recueils. À noter, un recueil de cartes de marabouts.
- États-Unis
  - Metropolitan Museum of Art, New York : Jefferson Burdick Trade Card collection

La collection de cartes de visite s'appelle la cartovisitophilie.